# Struń (sielsowiet Sołoniki)
Struń (biał. Струньне; ros. Струнье) – wieś na Białorusi, w obwodzie witebskim, w rejonie połockim, w sielsowiecie Sołoniki.
Wieś duchowna położona była w końcu XVIII wieku w województwie połockim.

## Historia
Położony koło Połocka Struń był własnością unickich arcybiskupów połockich. Na polecenie abp. Floriana Hrebnickiego wzniesiono tu w 1743 r. dwupiętrowy murowany pałac zbudowany według projektu Jana Krzysztofa Glaubitza. Ponadto w skład rezydencji wchodziły też obszerne ogrody, kalwaria i kościół.
W XIX wieku miejscowość była centrum gminy Dobra w powiecie połockim guberni witebskiej. Na początku XX w. – w wołosti struńskiej.
Pod naciskiem władz carskich ok. 1833 r. kościół Podwyższenia Krzyża Świętego został przekazany prawosławnym, a unitom pozostała kaplica w pałacu. Próbę zamknięcia kaplicy podjęto już w 1834 r., ostatecznie kres jej funkcjonowaniu położył synod połocki i likwidacja unii brzeskiej na „ziemiach zabranych”. Cały zespół pałacowy został przejęty przez państwo i zamieniony na więzienie.
W czasach sowieckich pałac zamieniono na magazyn amunicji. Cerkiew Podwyższenia Krzyża Świętego została według mieszkańców wysadzona w 1936 r., cześć cegieł została rozebrana, a resztki leżały do 2002 r. Pałac zburzyła wycofująca się Armia Czerwona w czasie odwrotu spod Połocka w lipcu 1941 r. 
Od 1997 r. w miejscu rezydencji arcybiskupiej stoi krzyż, znajdujący się na trasie pielgrzymek białoruskich grekokatolików.

## Galeria

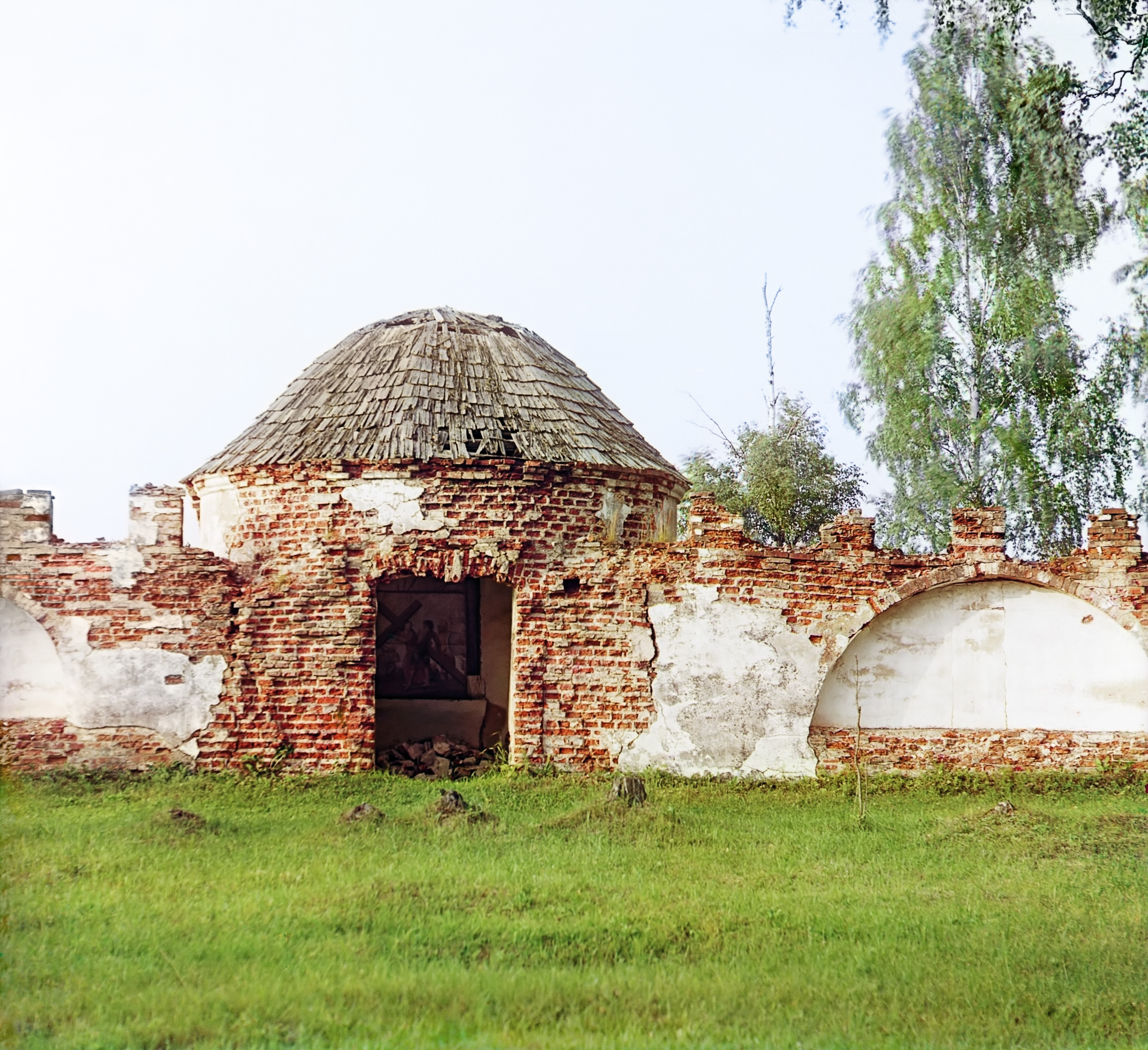
Pozostałości stacji drogi krzyżowej (stan z 1912 r.)
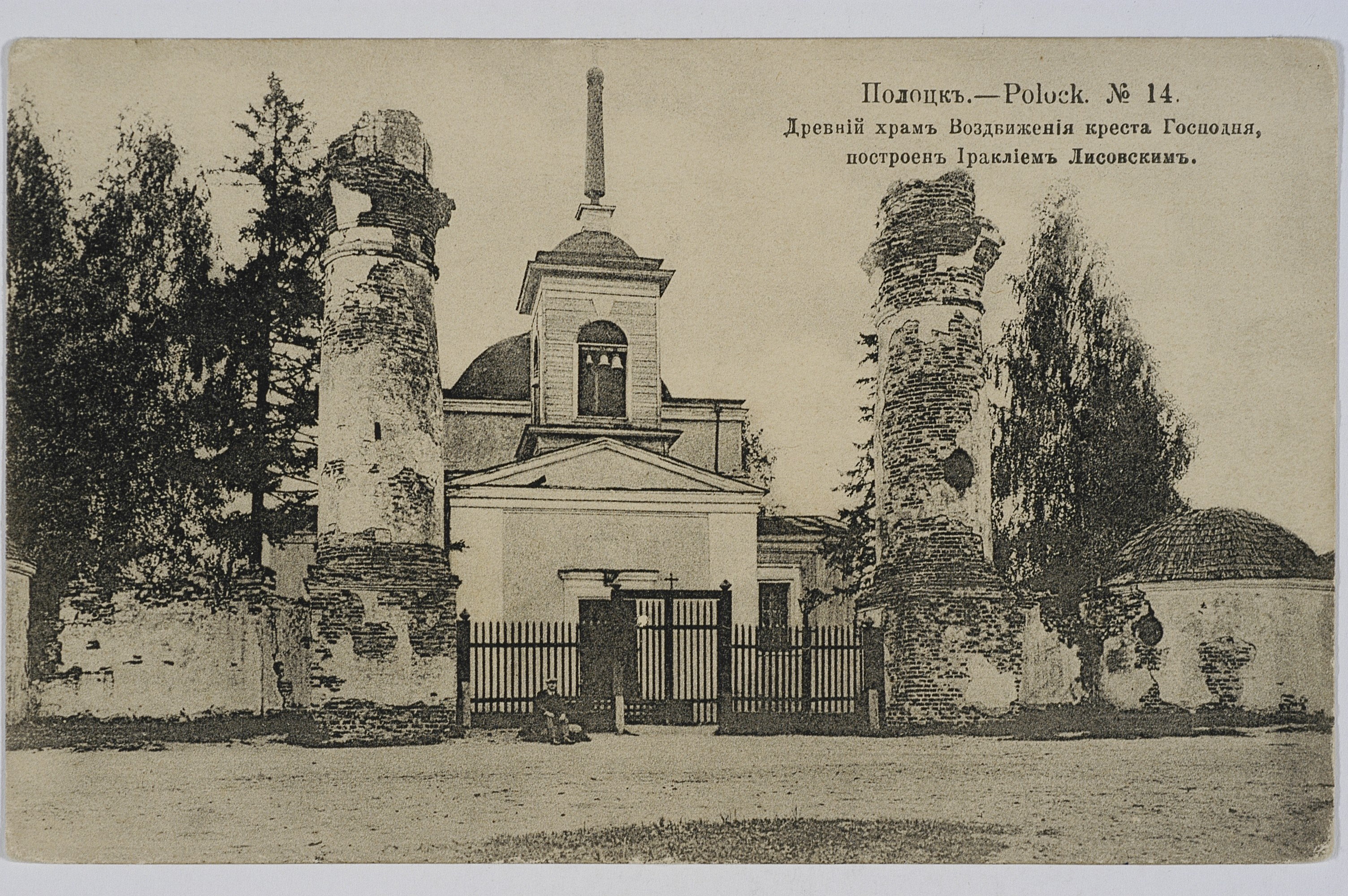
Cerkiew Podwyższenia Krzyża Świętego zbudowana na polecenie abp. metropolity Herakliusza Lisowskiego (zdjęcie z 1915 r.)
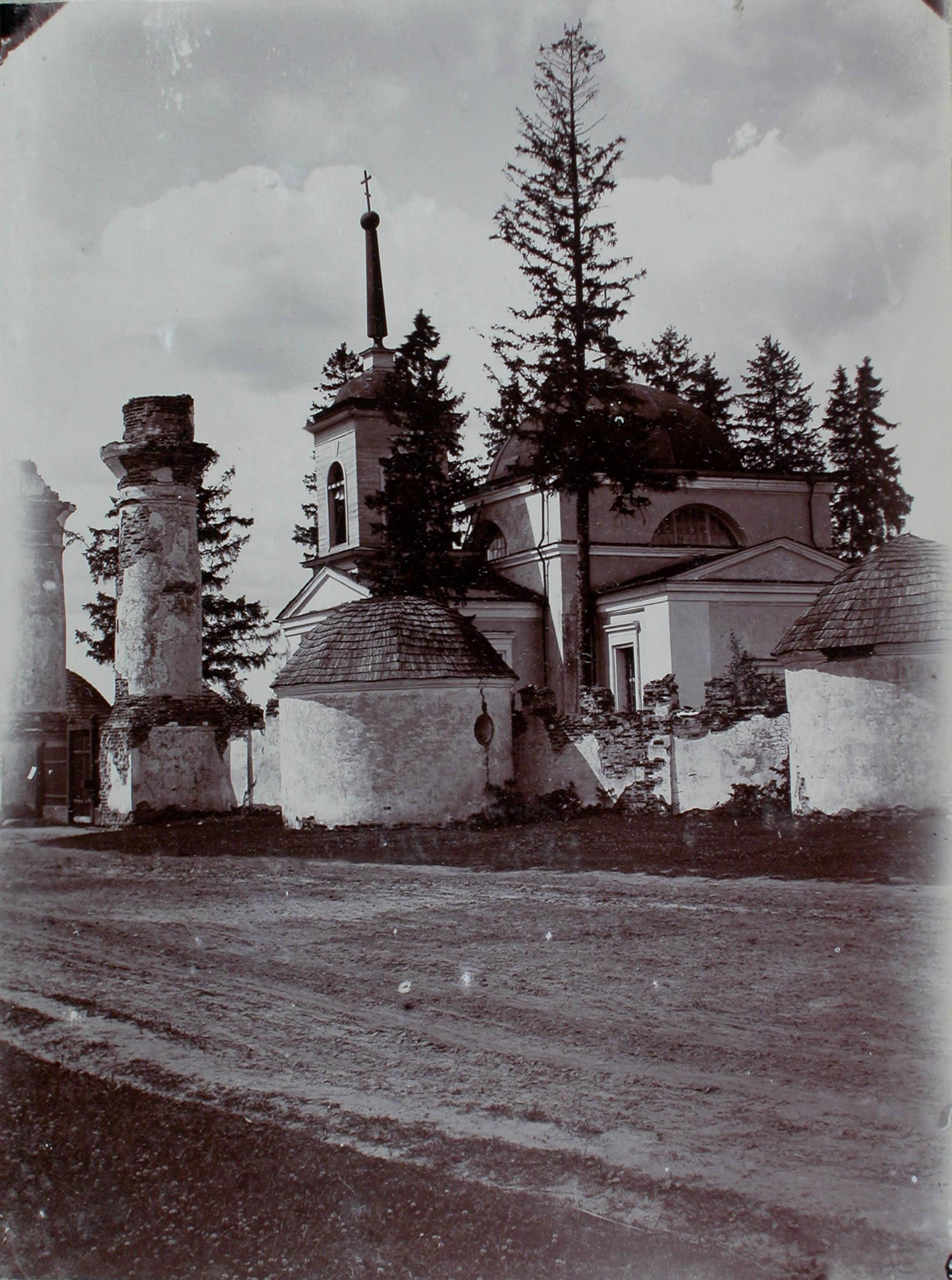
Cerkiew Podwyższenia Krzyża Świętego (około 1889)
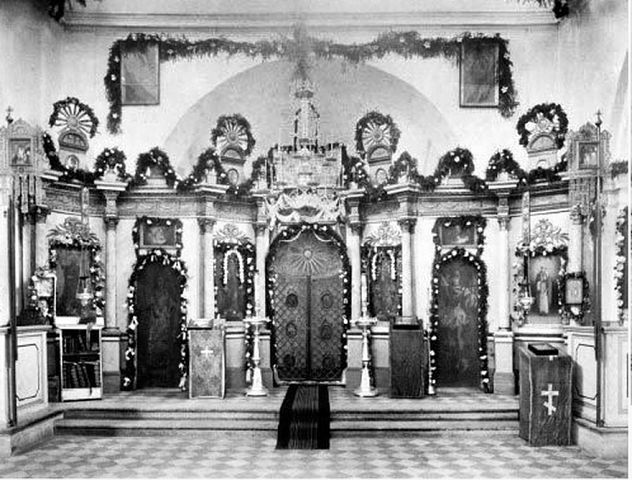
Wnętrze cerkwi Podwyższenia Krzyża Świętego (przed 1915 r.)
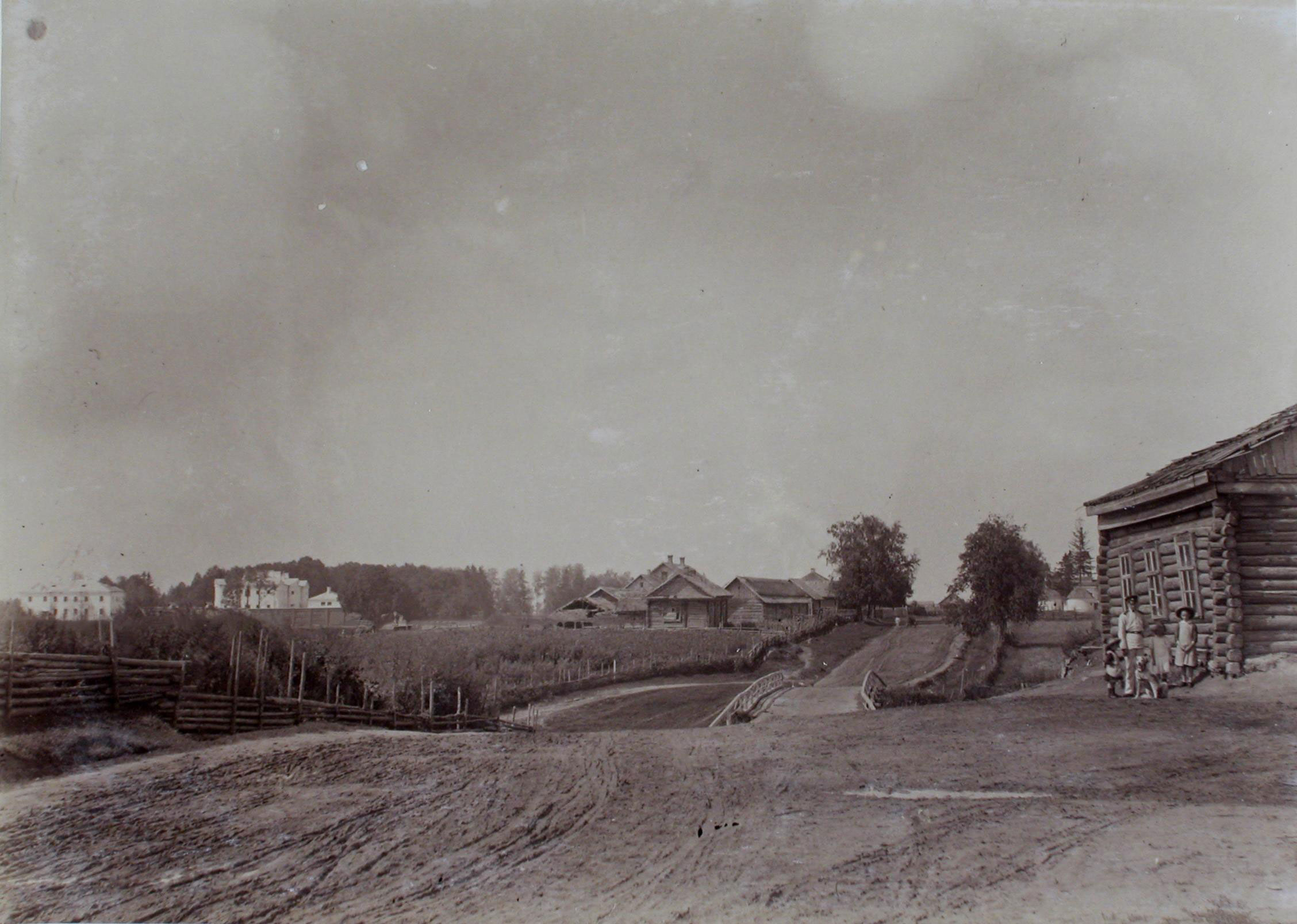
Struń około 1889 r.
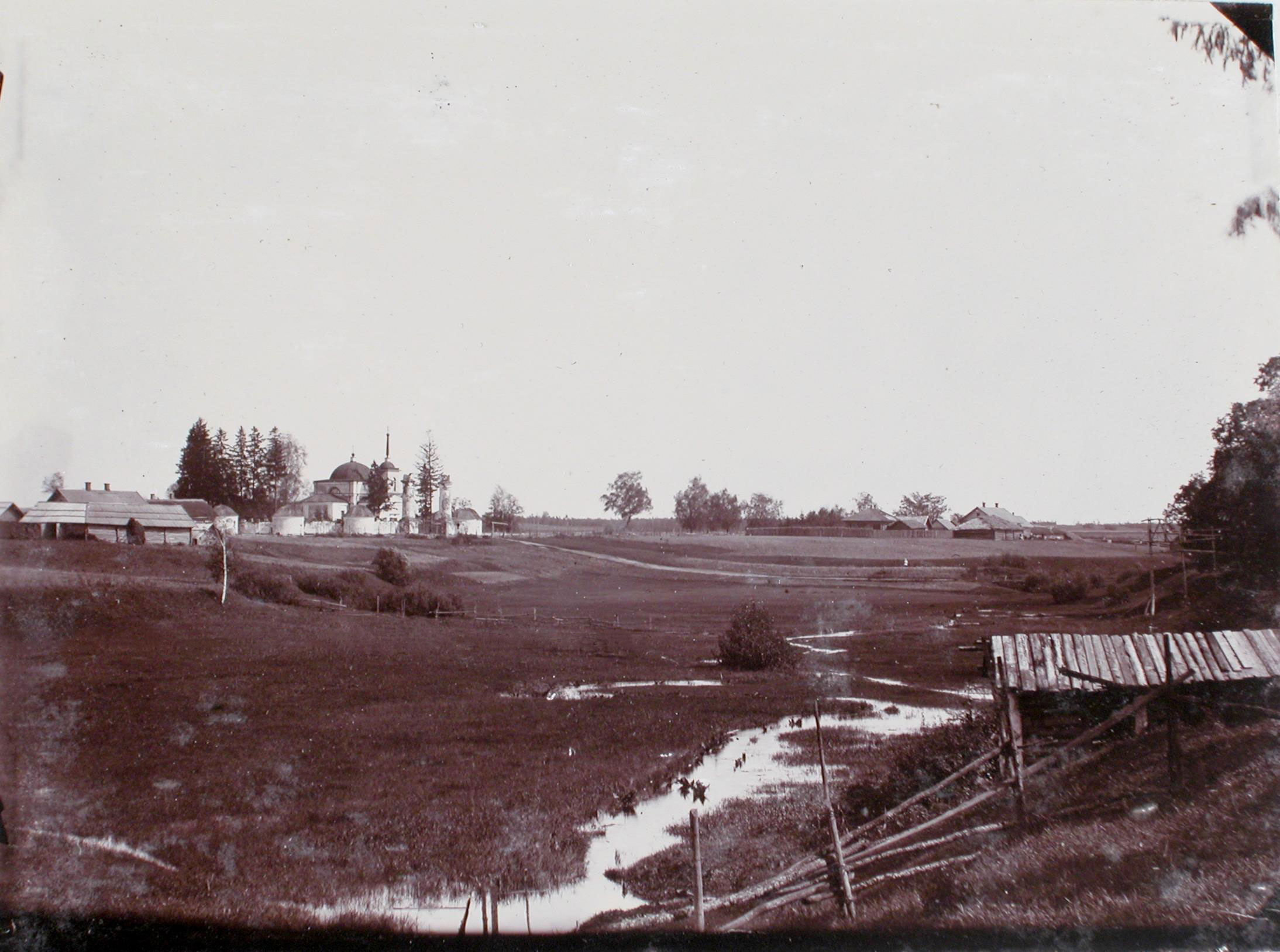
Rzeka Strunka w Struniu (ok. 1889 r.)